# Bo Jensen
Bo Jensen (født 2. februar 1976) er en dansk curlingspiller. Han var udtaget til Vinter-OL 2010 i Vancouver. 